# Tufo
Tufo is een gemeente in de Italiaanse provincie Avellino (regio Campanië) en telt 919 inwoners (31-12-2004). De oppervlakte bedraagt 6,0 km², de bevolkingsdichtheid is 190 inwoners per km².
De volgende frazioni maken deel uit van de gemeente: San Paolo .

## Demografie
Tufo telt ongeveer 375 huishoudens. Het aantal inwoners daalde in de periode 1991-2001 met 10,1% volgens cijfers uit de tienjaarlijkse volkstellingen van ISTAT.
| Jaar | Inwoneraantal |
| ---- | ------------- |
| 1991 | 1058          |
| 2001 | 951           |

## Geografie
Tufo grenst aan de volgende gemeenten: Altavilla Irpina, Petruro Irpino, Prata di Principato Ultra, Santa Paolina, Torrioni.